# 빈랑
빈랑(檳榔, 학명: Areca catechu, 필리핀어: bunga 붕가, 인도네시아어: pinang 피낭[*], 말라얄람어: അടക്ക 아다카, 칸나다어: ಅಡಿಕೆ 아디케, 태국어: หมาก 막[*])은 필리핀 원산으로 태평양 연안, 동남아시아, 동아프리카, 남아시아 등 열대지방 일부에서 자라는 종려나무의 일종이다. 씨앗인 빈랑자(檳榔子, areca nut, betel nut)를 약용한다.
인도, 태국, 중화민국에서는 구장 잎에 빈랑자를 싸서 식후나 평소에 씹는 습관이 있다. 인도에서는 빤(paan)이라고 부른다.
영어명칭이 betel nut이지만 구장과는 전혀 다른 식물이다.

## 어원
‘빈랑(檳榔)’이란 이름은 말레이어 ‘피낭(pinang)’을 음역한 것이다. 고대 중국에서는 《이물지》(3세기) 등에 빈랑에 대한 기록이 있다.

## 쓰임새

### 식용
빈랑 씨앗인 빈랑자(檳榔子)와, 그 껍질인 대복피(大腹皮)은 한의학에서 약재로 쓰인다. 한의학적으로 빈랑자의 약성은 따뜻하며 맛은 맵고 쓰다. 또한 대복피의 약성은 조금 따뜻하며 맛은 맵다. 대복피보다 빈랑자의 약성이 조금 더 강하다. 빈랑자는 대소변을 잘 보게 하여 변비와 부종을 치료하고, 구충제 효과와 함께 흉·복부의 팽만 증상을 완화시켜 주는 것으로 알려져 있다.
빈랑은 강한 각성효과가 있어 중화민국, 인도, 미얀마 등에서 기호품으로 많이 소비된다. 술, 담배, 카페인 음료 다음으로 많이 소비되는 향정신성 물질이라고도 전해진다.
그러나 IARC와 WHO의 발표에 따르면 담배의 포함여부에 상관없이 구강암을 증가시키며 그 원인은 빈랑 때문이라 알려져 있다. 때문에 WHO에서는 빈랑을 발암물질로 분류하고 있다. 인도 정부는 이 열매가 포함된 제품 겉면과 광고에 '건강에 해롭다'는 문구를 삽입하게 하는 등의 규제 정책을 취하고 있다. 중화민국 정부 역시 빈랑 판매를 규제 및 금지하는 조치를 취하고 있다.
또한 빈랑을 씹으면 붉은 침이 고이는데, 사람들이 이 침을 거리에 함부로 뱉으면서 도시 위생과 청결을 해친다는 지적도 제기되고 있다.

## 갤러리

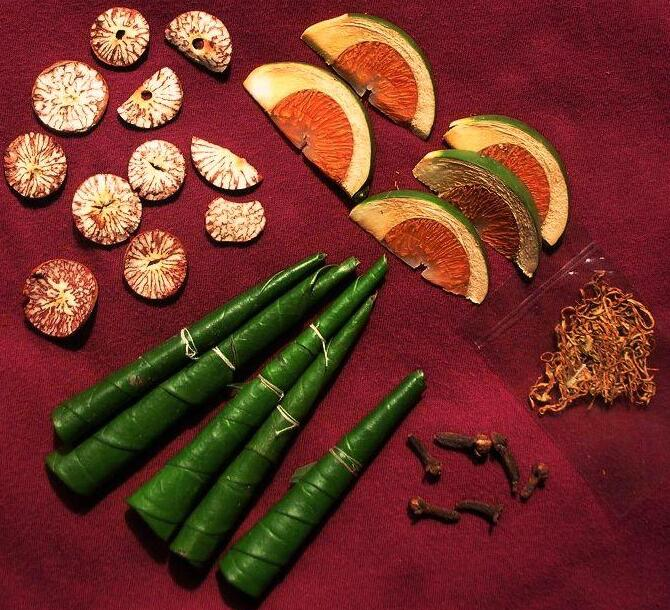
빤을 만드는 재료들. 오른쪽 상단의 반달모양의 것이 풋빈랑자를 자른 것이며 아래쪽 녹색이 구장 잎으로 이 두가지가 주요 재료이며 사진의 그 외 다른 재료들이 첨가된다.
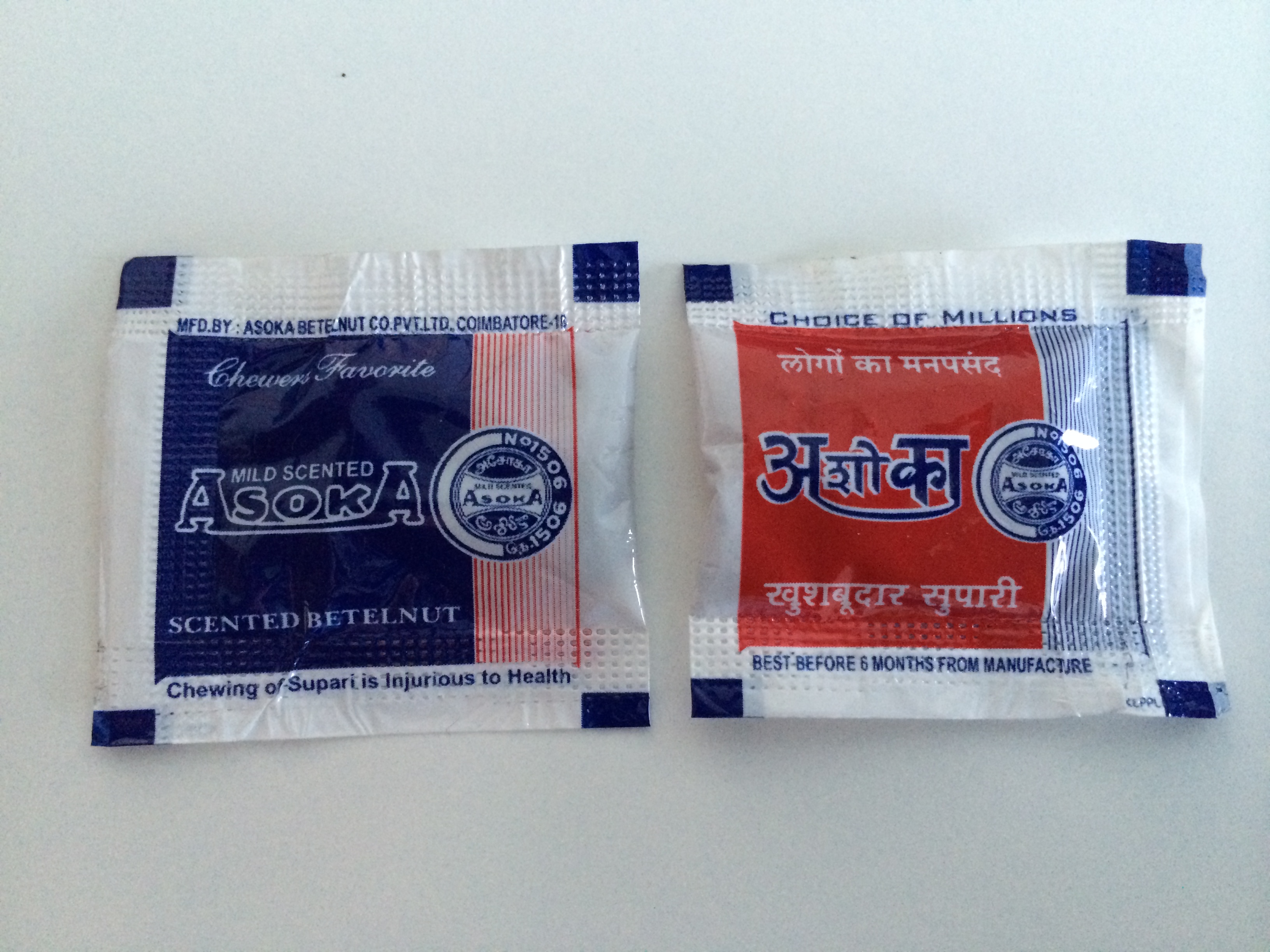
남인도에서 포장되어 판매되는 빈랑자
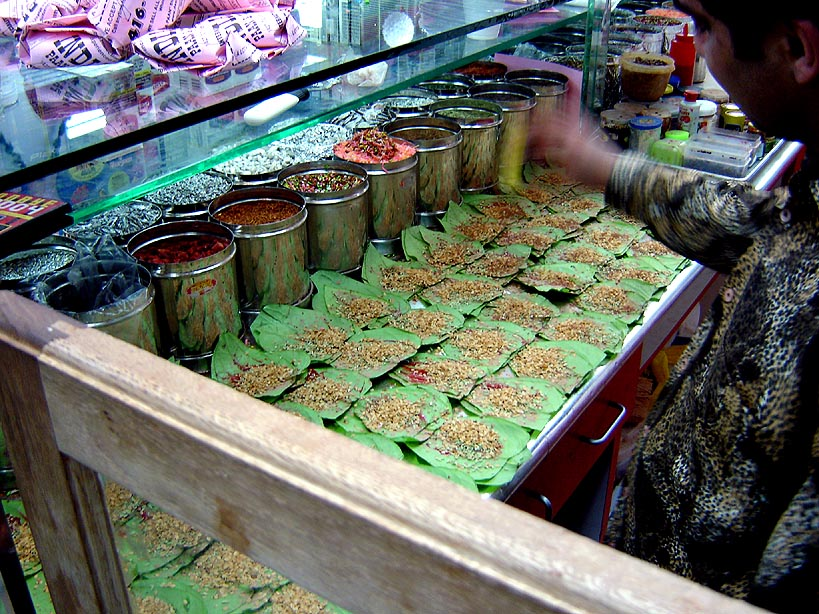
인도에서 빤을 만들어 파는 가게의 모습
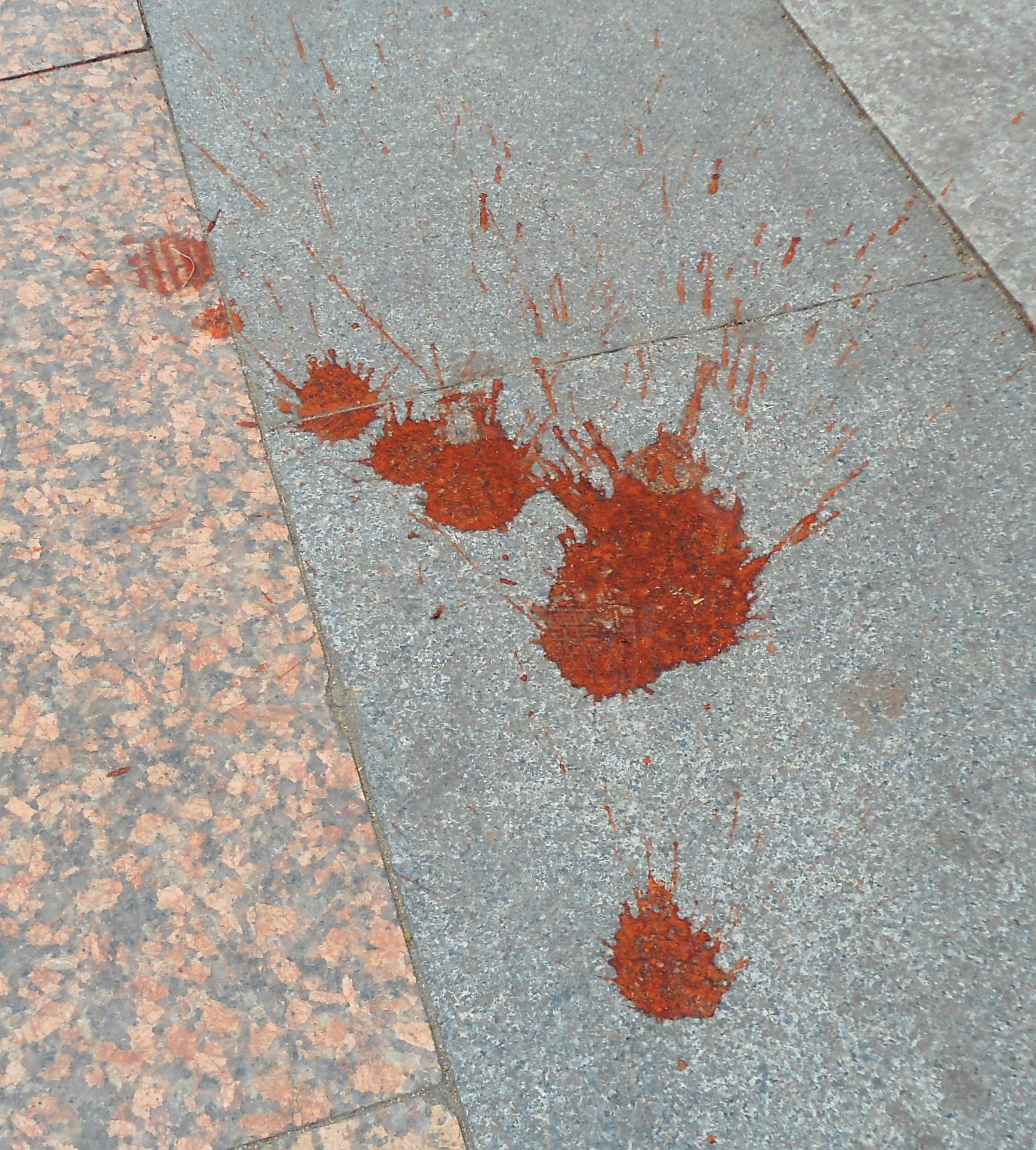
빤을 씹은 후 길에 침을 뺕은 모습